# 印尼地質
這是一篇對印尼地質（英語：Geology of Indonesia）的簡單概述。
印尼位於南邊的澳洲板塊和北邊的歐亞板塊之間，其東邊則有兩個海洋板塊 - 太平洋板塊和菲律賓海板塊。
澳洲板塊和印度板塊在5千5百萬到5千萬年前融合在一起，在此以前兩者為分離狀態，融合的板塊稱為印度-澳洲板塊，印尼則位於這個大板塊的東北邊，印度板塊和歐亞板塊的相互作用形成印尼西部的火山弧。

## 地質構造

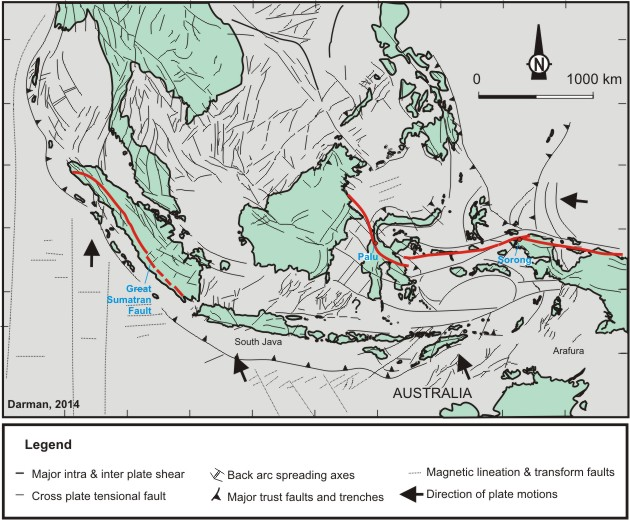
簡式印尼地質圖。

印尼的地質構造非常複雜，它是幾個構造板塊的交匯點：由兩個大陸板塊：澳洲板塊（莎湖陸棚）和歐亞板塊（巽他陸棚）；以及兩個海洋板塊：太平洋板塊和菲律賓海板塊所包圍。
印度板塊崁在歐亞板塊之下的隱沒作用，形成印尼西部鏈狀的火山弧，這裡是地球上地震最活躍的地區之一，在史上有過多次強烈噴發和地震的紀錄。這條活火山鏈形成蘇門答臘島、爪哇島、巴厘島和小巽他群島，其中多數，特別是爪哇島和巴厘島，是在過去2-3百萬年內才出現。而印尼東部的構造則是由太平洋板塊和澳洲板塊的運動所造成。

## 構造地質學
印尼的主要結構是其地質構造過程中所生成。印尼西部最顯著的斷層是大蘇門答臘斷層（或稱西滿口斷層（Semangko Fault ）），這是一條沿著蘇門答臘島的右旋走滑斷層（長度約1,900公里），此斷層發生與蘇門答臘島西部的隱沒作用有關。
帕盧-科羅斷層是印尼中部的主要構造特徵，這斷層橫貫蘇拉威西島中部，往西延伸，越過望加錫海峽，止於加里曼丹島（即婆羅洲）上東加里曼丹省的曼加利哈特半島。這斷層始於中蘇拉威西省首府帕盧（位於蘇拉威西島西部）及科羅河之旁而得到帕盧-科羅斷層的名稱。
索隆斷層是印尼東部一條重要的左移斷層，因梭隆市而得名，呈東西走向，從西巴布亞省北部延伸至東南蘇拉威西省，全長約2,000公里。

## 印尼海路
印尼群島和新幾內亞（印尼稱為巴布亞島）的托列斯海峽的構造形成航運和洋流的地質阻塞點，特別是那些深度在不滿100米的地方（基本上洋流在這裡不會發生）；這些路線，無論是封閉或仍然存在，統稱為太平洋和印度洋之間的印尼航道（Indonesian Seaway）。
此地區的構造抬升，加上在最近一次的第四紀冰河時期中海平面顯著下降，推測區域氣候因此遭到改變（特別是在季風方面），發生的時間大約在400萬年前。

## 地層學

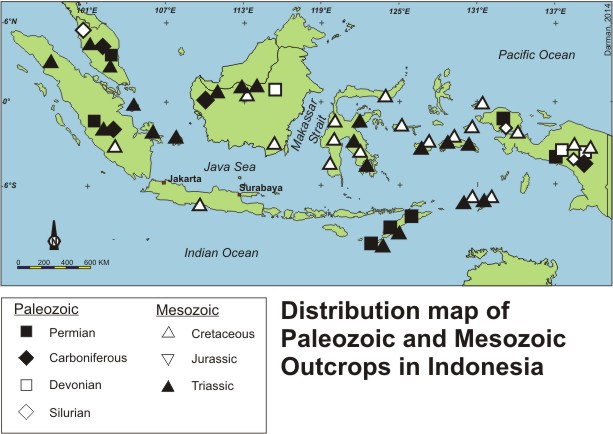
印尼古生代及中生代岩床或表面沉積物露頭分佈圖。

印尼西部地層以新生代地層為主（從古近紀到第四紀），局部有少量中生代和古生代地層存在，在東加里曼丹省的特倫河存有有泥盆紀石灰岩，以碎片形式存在古近紀碎屑岩沉積物中。
印尼東部的地層歷史普遍比西部的久遠。範圍從二疊紀到第三紀均有。在研究人員Fauzie Hasibuan於米蘇爾島的研究工作中，曾在此地發現中生代大型生物化石。

## 外部連結
- Seismic Atlas of SE Asia Basins （页面存档备份，存于）
- The Geology of Indonesia: Wikibook Edition (online)
- IAGI, Ikatan Ahli Geologi Indonesia (the Indonesian Association of Geologists) （页面存档备份，存于）
- FOSI, Forum Sedimentologiwan Indonesia (the Indonesian Sedimentologists Forum) （页面存档备份，存于）
- Geology of Indonesia Blog （页面存档备份，存于）

- Badan Geologi (Geological Survey) Indonesia （页面存档备份，存于）
- Indonesian Geology – Bibliography （页面存档备份，存于）